# Leonhard Mälzel
Leonhard Mälzel (* 27. März 1783 in Regensburg; † 17. August 1855 in Wien) war Pianist, Erfinder und Mechaniker sowie Konstrukteur mechanischer Musikinstrumente.

## Leben und Wirken
Geboren als Sohn des Regensburger Orgelbauers und Mechanikers Johann Nepomuk Mälzel (1741–1797), genoss Leonhard Mälzel eine gute musikalische Ausbildung. Sein Bruder war der berühmte Mechaniker Johann Nepomuk Mälzel. Leonhard Mälzel übersiedelte wie sein Bruder nach Wien und erfand wie dieser ebenfalls Automaten. Ein Instrument, das er „Orpheus-Harmonie“ nannte, wurde in Wien im Jahr 1814 vorgeführt.
Leonhard Mälzel erhielt am 19. August 1823 ein Patent für drei Jahre auf eine Verbesserung von Orchesterwerken und er baute 1825 eine Metall-Harmonika mit 53 Waldhörnern, Trompeten, Posaunen, und Clarinen und zwei Pauken. Die Metall-Harmonika war somit ein relativ großer Automat. Leonhard Mälzel reiste 1825 mit dieser Erfindung der Metall-Harmonika nach St. Petersburg.
Im August 1827 wurde Leonhard Mälzel durch Kaiser Franz I. zum k. k. Hof-Kammer-Maschinisten ernannt. Am 13. Januar 1828 präsentierte er im Saal der Niederösterreichischen Stände, im Rahmen einer „Mittagsunterhaltung“, erneut drei der von ihm erfundenen Instrument.
Zuletzt lebte er in der Leopoldstadt Nr. 740 und starb am 17. August 1855 im Krankenhaus der Barmherzigen Brüder „am Brechdurchfall“ (Cholera).